# Glockenkäfig

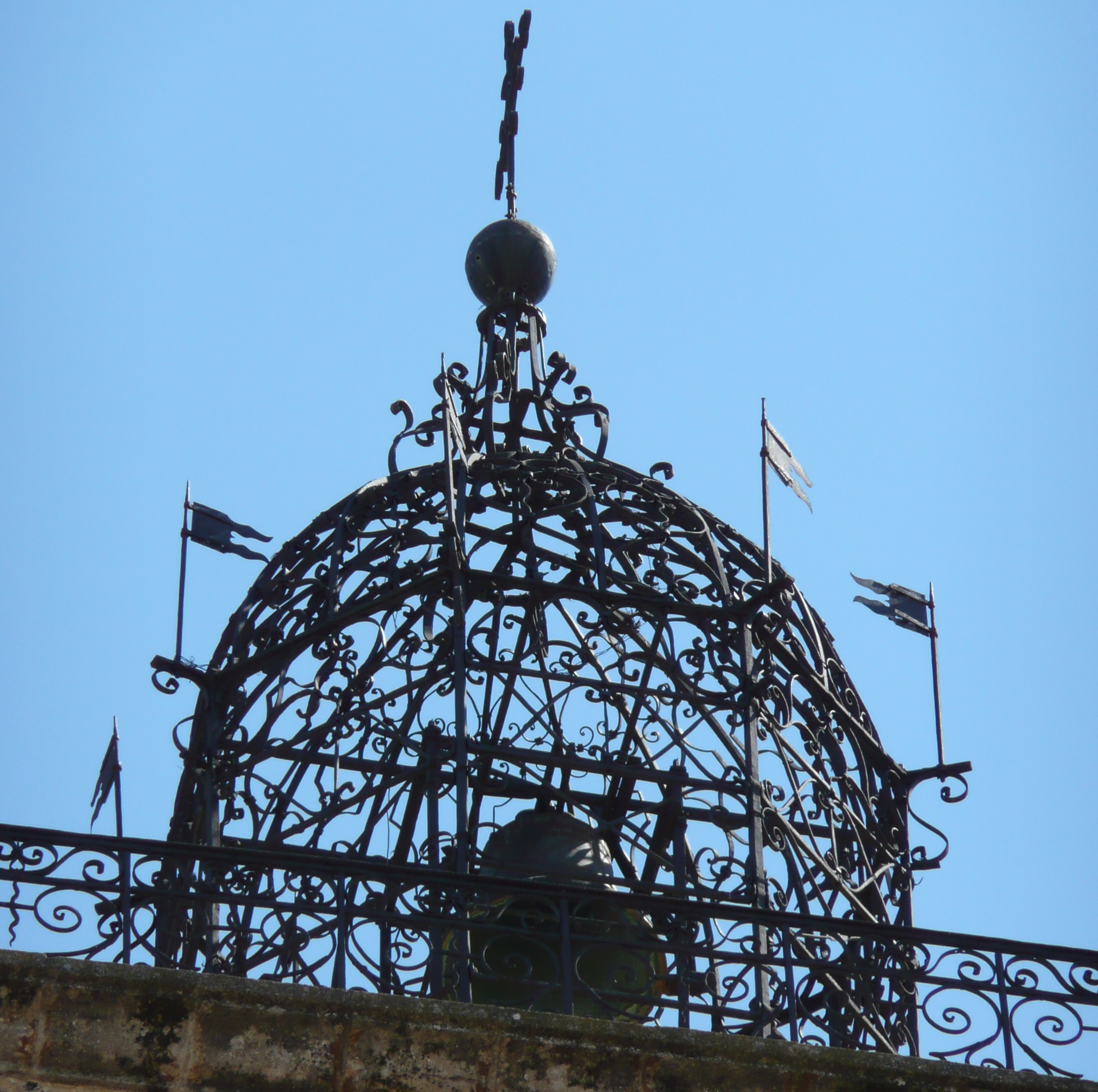
Glockenkäfig mit Windfähnchen sowie Kugel und Kreuz auf dem Turm der Kirche St-Sauveur in Manosque

Ein schmiedeeiserner Glockenkäfig (französisch campanile en fer forgé) bildet in einigen Gebieten Südfrankreichs (vor allem in der Provence) vielfach den oberen Abschluss von Kirchtürmen (clochers), Stadttoren (portes de ville) oder Uhrtürmen (tours d’horloge). Deutlich seltener sind Beispiele aus Spanien (z. B. der Uhrturm von Almonacid de Zorita) oder Italien (z. B. Torre del Mangia auf der Piazza del Campo in Siena).

## Funktion
Die hauptsächlich in der Provence und in angrenzenden Regionen vorkommenden Glockenkäfige werden mit dem dort mitunter heftig wehenden Mistral in Verbindung gebracht; diesem setzen die Eisengitterkonstruktionen deutlich weniger Widerstand entgegen als ein Glockengiebel oder ein Spitzhelm.

## Konstruktion
Glockenkäfige bestehen aus schmiedeeisernen sich überschneidenden Bändern oder Vierkantstäben, die an den Kreuzungspunkten miteinander verschmiedet oder vernietet sind. Die entstehenden Zwischenräume sind oft mit kurvilinear geschmiedeten Eisenbändern verziert. Sie können einfach geformt, aber auch mehrstufig sowie kuppel- oder haubenartig sein. Im Innern ist meist nur eine einzige Glocke aufgehängt.

## Geschichte
Obwohl genaue Untersuchungen bislang fehlen, ist davon auszugehen, dass die frühesten Konstruktionen dieser Art aus dem 16./17. Jahrhundert stammen. Seit der Mitte des 18. Jahrhunderts wurden sie kaum noch gefertigt; viele wurden auch verschrottet.

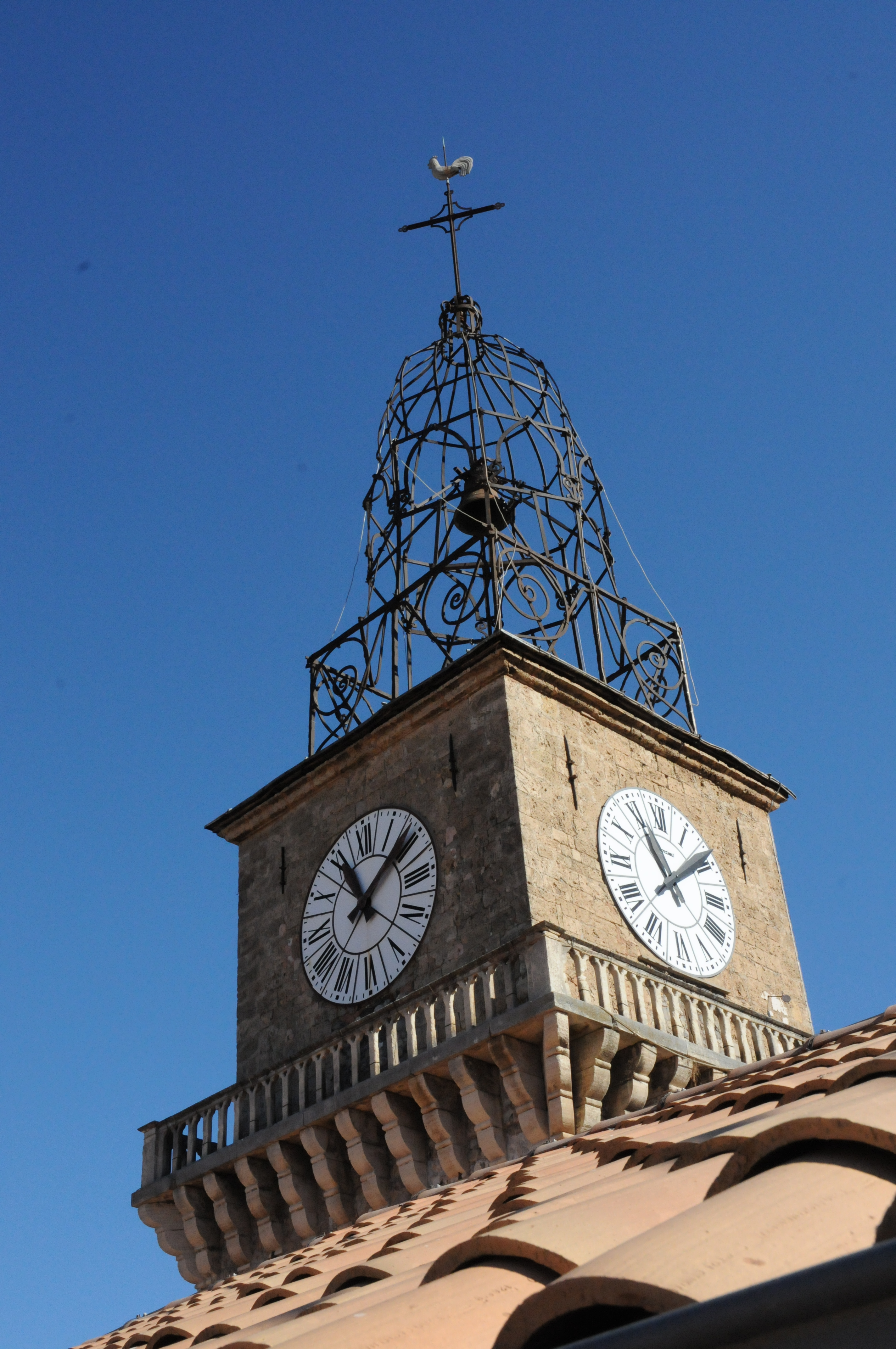
Kathedrale von Digne
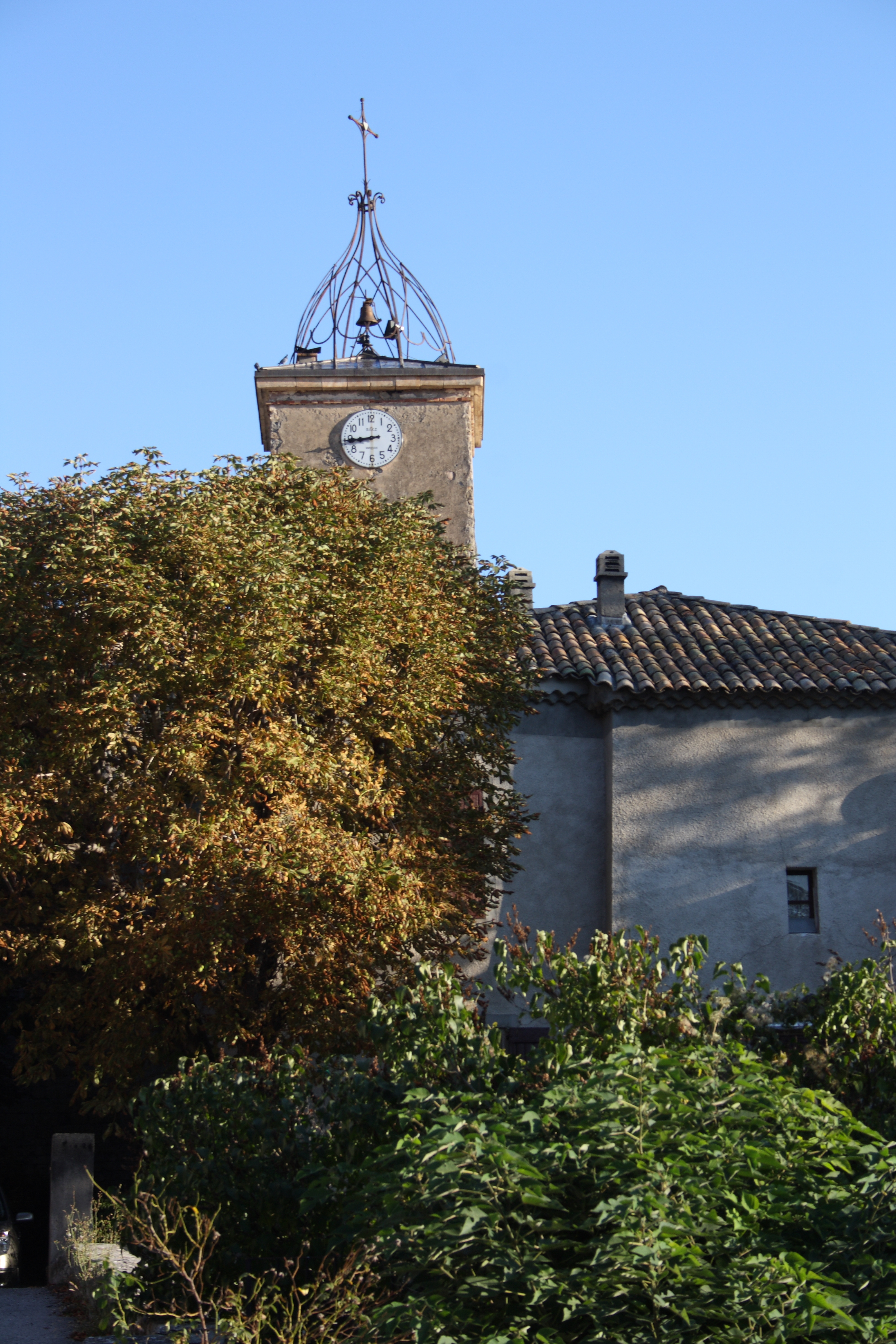
Kirche von Marcoux
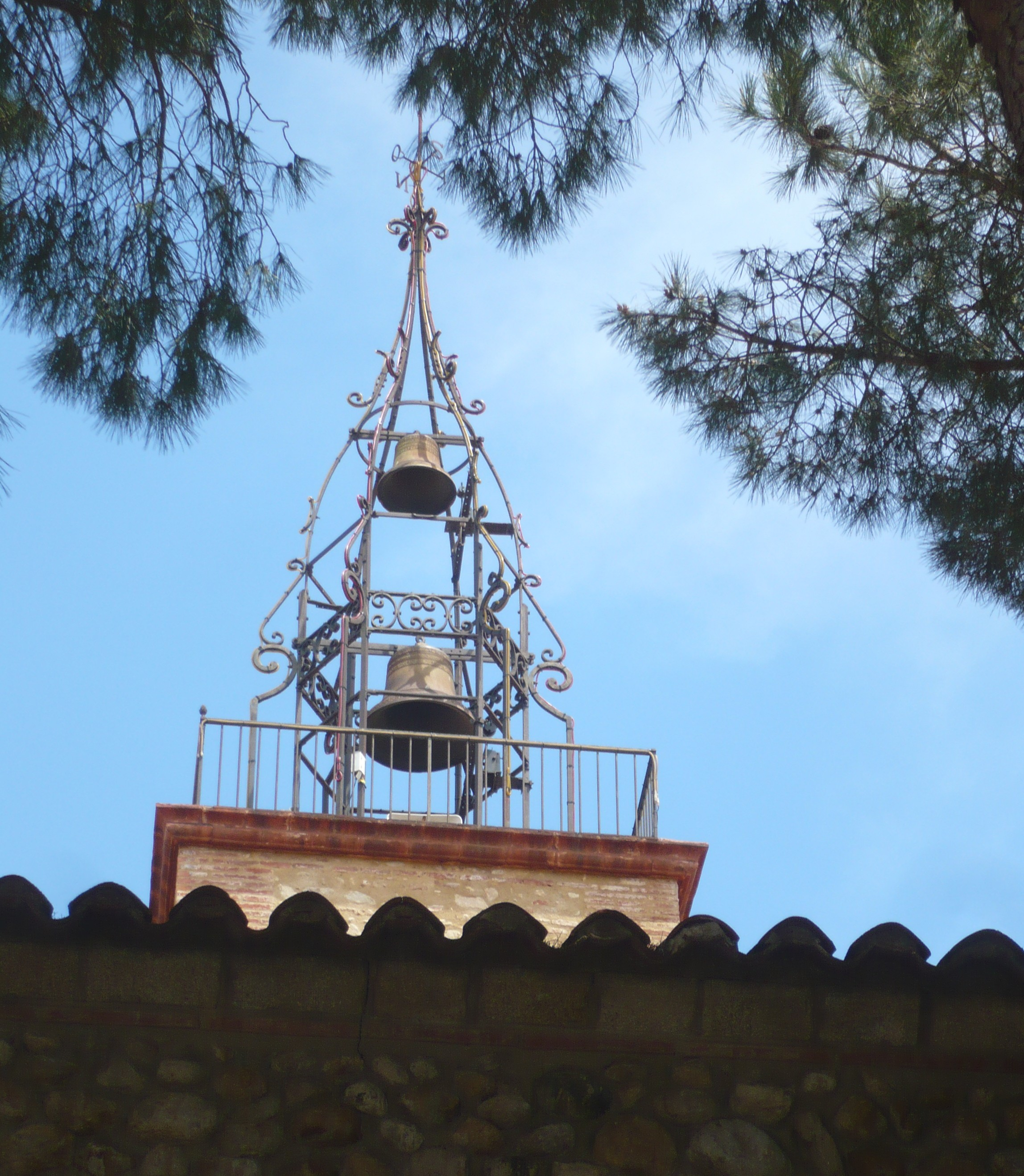
Kirche von Cabestany
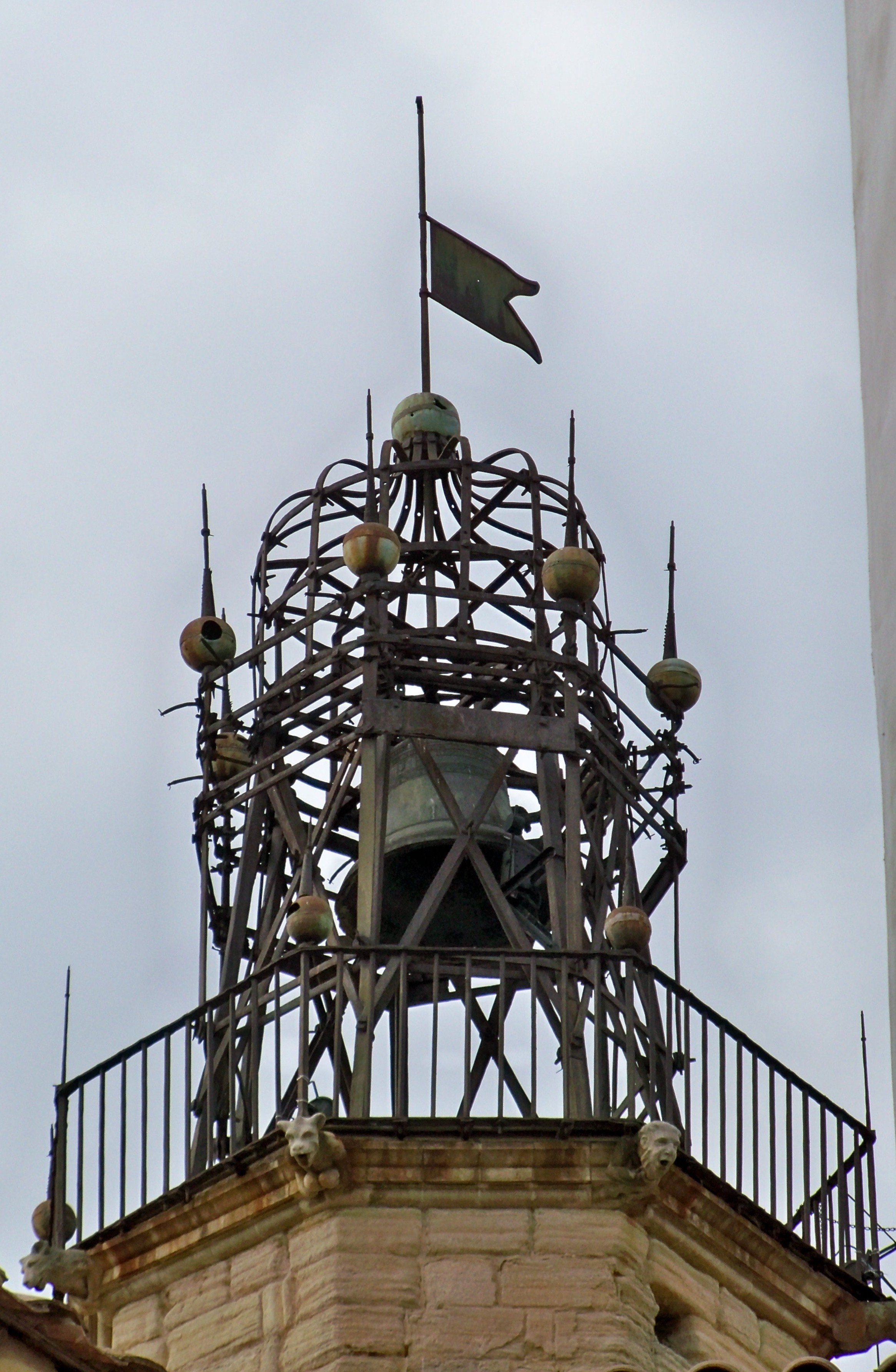
Turm (Beffroi) in Carpentras
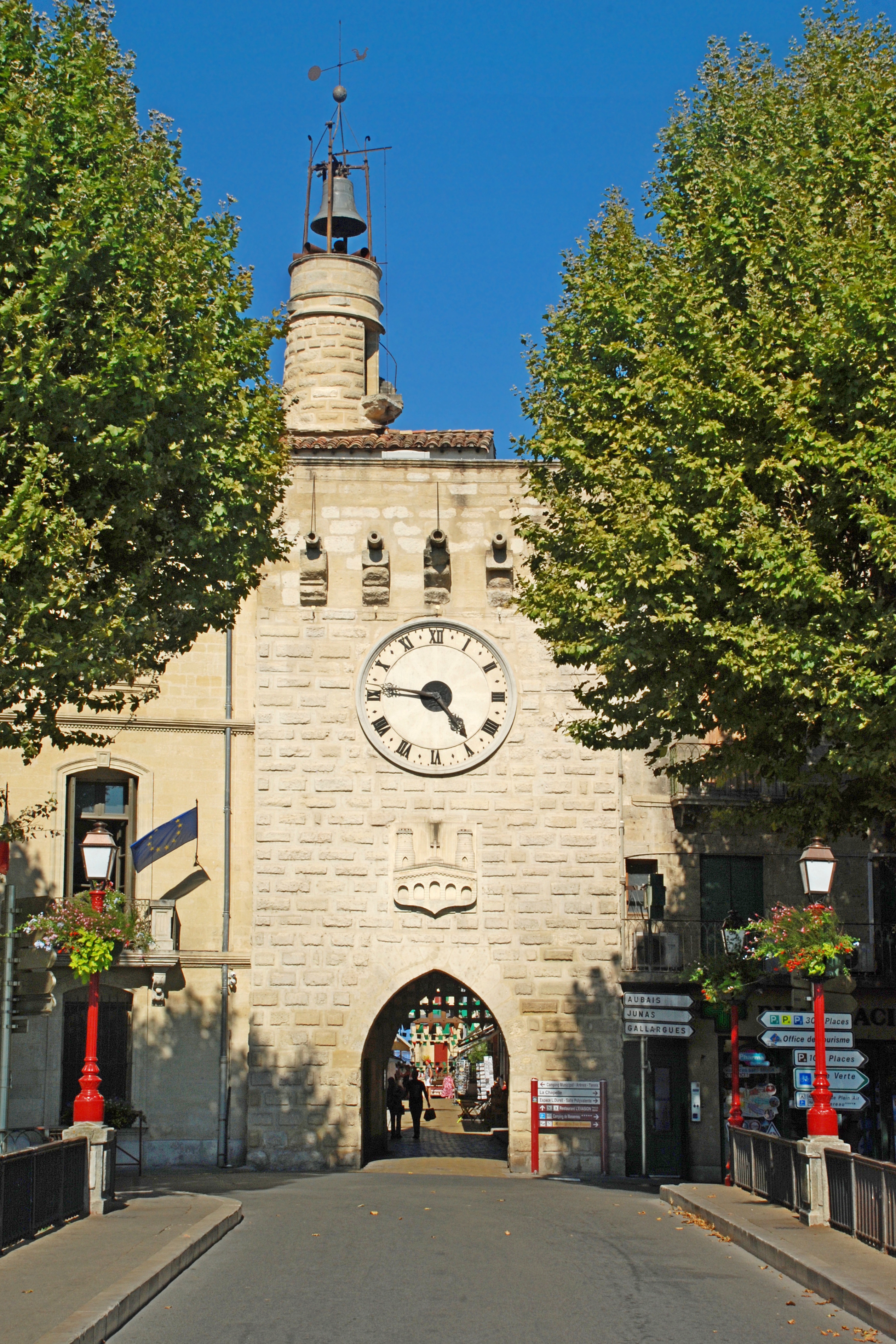
Stadttor von Sommières (1603)
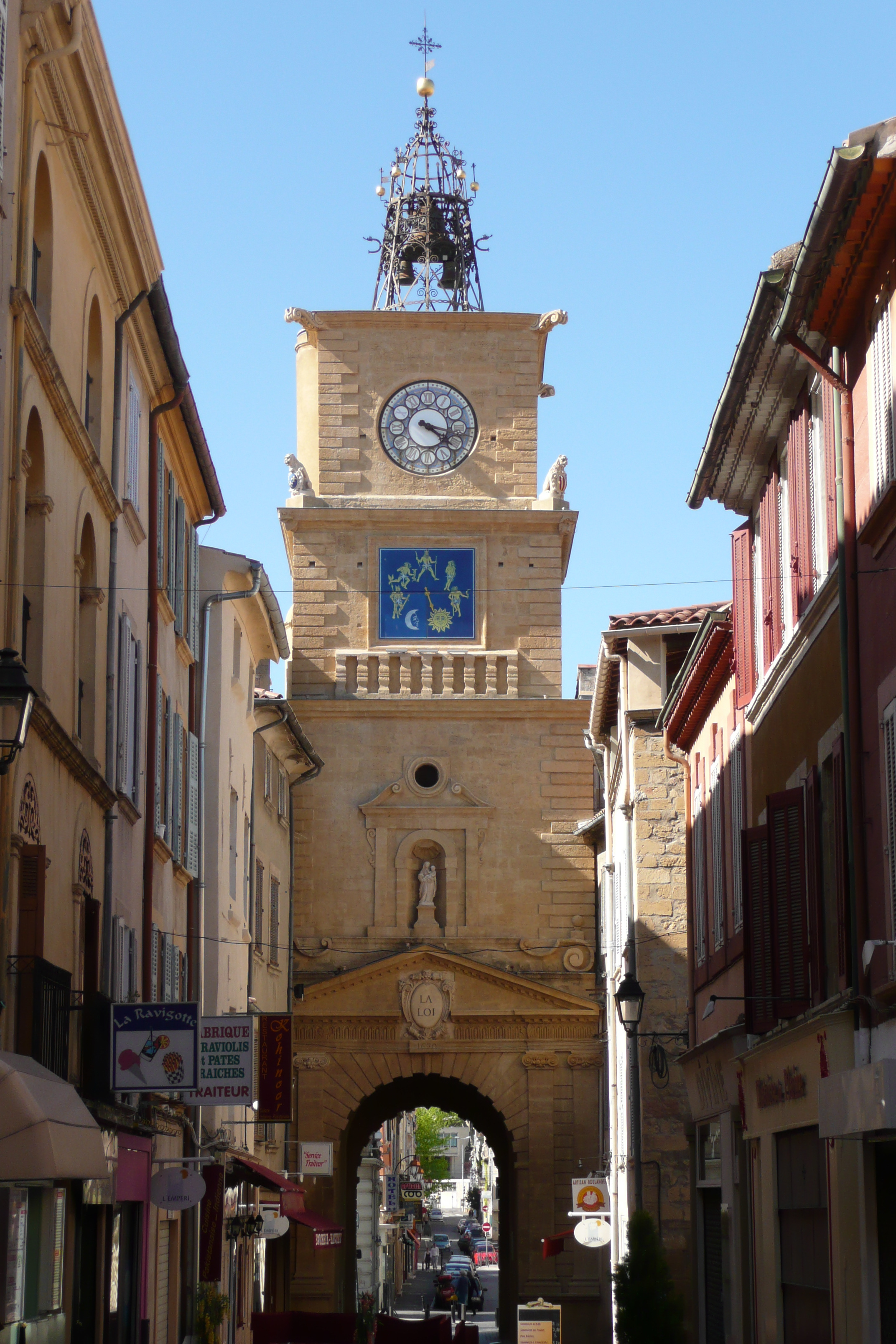
Uhrturm von Salon-de-Provence (1664)

## Sonderfälle
Neben einigen wenigen Kirchen Englands (z. B. in East Bergholt, Suffolk oder in Wrabness, Essex) sowie in Schweden befinden sich freistehende Holzgebäude für das Kirchengeläut; in England werden sie bell cages („Glockenkäfige“) genannt und sollten deshalb wegen der Namensgleichheit hier Erwähnung finden.